# The Diplomats
The Diplomats, znana również jako Dipset – amerykańska grupa hip-hopowa założona w Harlemie przez Cam’rona i Jim Jonesa w 2000 roku. Na początku do grupy należeli Cam’ron, Jim Jones & Freeky Zeeky, którzy wychowywali się razem na East Side of Harlem. Juelz Santana dołączył do grupy w 2001 roku.
Z Dipset ściśle współpracują tacy artyści jak DukeDaGod, S.A.S, Max B, czy Jae Millz. Reprezentantów tej formacji można usłyszeć gościnnie u znanych raperów Lil’ Flipa, Bone Crushera, Young Jeezy'iego, Yung Joca, T.I. i wielu innych. W swoim dorobku grupa ma dużą liczbę ulicznych mixtape’ów.
Pierwszym albumem grupy był „Diplomatic Immunity”, który został wydany w 2003 roku.

## Dyskografia

### Albumy studyjne
- 2003: Diplomatic Immunity[1]
- 2004: Diplomatic Immunity 2[2]
- 2018: Diplomatic Ties[3]

### Kompilacje
- 2005: More Than Music Vol. 1
- 2006: The Movement Moves On
- 2007: More Than Music Vol. 2
- 2010: The Dip Agenda